# Лін-Мануель Міранда
Лін-Мануель Міранда (англ. Lin-Manuel Miranda, [lɪn mænˈwɛl məˈrændə]; нар. 16 січня 1980) — американський актор, співак, автор пісень, репер, композитор, режисер, продюсер, автор і драматург. Він творив і знімався у бродвейських мюзиклах «На висотах» та «Гамільтон». Серед його нагород — Пулітцерівська премія, три премії Тоні, три премії Греммі, премія Еммі, стипендія Мак-Артура та відзнака Центру Кеннеді у 2018 році.
Міранда написав музику та тексти до бродвейського мюзиклу «На висотах», прем'єра якого відбулася 2008 року. Сценічний мюзикл адаптовано як фільм «На висотах Нью-Йорка», який вийшов у червні 2021 року. За свою роботу Міранда отримав премію Тоні за найкращу оригінальну музику, акторський склад шоу отримав премію Греммі за найкращий альбом музичного театру, а сама постановка — премію Тоні за найкращий мюзикл. Міранда також був номінований на премію Тоні за найкращу чоловічу роль у мюзиклі за головну роль.
Широке визнання Міранда отримав за написання сценарію, музики та текстів для Гамільтона: з часу своєї прем'єри на Бродвеї у 2015 році мюзикл став відомим явищем поп-культури. Шоу отримало Пулітцерівську премію за драму, премію Греммі за найкращий альбом музичного театру та було номіноване на рекордних 16 премій Тоні, з яких отримало 11, у тому числі за найкращий мюзикл, найкращу оригінальну музику та найкращу книгу. За виконання титульної ролі Міранда був номінований на ще одну премію Тоні за найкращу чоловічу роль у мюзиклі. Музичний альбом «Гамільтон» провів десять тижнів на вершині хіт-параду Billboard Top Rap Albums у 2015 році; Згодом Billboard розмістив його на одинадцятій сходинці в переліку найгучніших альбомів 2010-х. The Hamilton Mixtape, альбом з каверами пісень мюзиклу, розроблений Мірандою та за участю Міранди, досяг першого місця у Billboard 200.
Як телеактор Міранда грав повторювані ролі в серіалах The Electric Company (2009—2010) та Do No Harm (2013). В 2016 році він вперше став ведучим Saturday Night Live й отримав свою першу номінацію на премію Еммі за акторську гру. Як колаборатор компанії The Walt Disney, Міранда працював над музикою до сцени у стрічках «Зоряні війни: Пробудження Сили» (2015) та «Зоряні війни: Скайвокер. Сходження» (2019), писав музику та пісні для анімаційного мюзиклу «Ваяна» (2016), що принесло йому номінації на премію «Золотий глобус» за найкращу пісню до фільму та премію «Оскар» за найкращу пісню до фільму за пісню How Far I'll Go, і знявся в ролі Джека в музичному фентезі «Мері Поппінс повертається» (2018), за що його номінували на премію «Золотий глобус» за найкращу чоловічу роль у комедії чи мюзиклі.
Міранда займається політичною діяльністю, здебільшого щодо приватизації та дерегуляції у Пуерто-Рико. У 2016 році він зустрівся з політиками, щоб висловитись за полегшення боргу для Пуерто-Рико, та зібрав кошти для рятувальних операцій та ліквідації наслідків стихійного лиха після урагану Марія, що вдарив по острову в 2017 році.